# Scutacaridae
Scutacaridae é uma família de ácaros pertencentes à ordem Trombidiformes.

## Géneros
Géneros (lista incompleta):
- Arachnopes Ebermann, 1984
- Bruneipes Mahunka & Mahunka-Papp, 1992
- Diversipes Berlese, 1903